# Нетинью
Эвалду Насименту Ламаур Нету (порт. Evaldo Nascimento Lamaur Neto; род. 5 апреля 1994, Куритиба) — бразильский футболист, защитник клуба «Вернаму».

## Клубная карьера
Взрослую карьеру начал в клубе «Парана» в 2013 году. Затем выступал за ряд других бразильских клубов в Серии B, Серии D и чемпионатах штатов. В июле 2018 года стал игроком шведского «Вернаму», выступающего в Суперэттане. 28 июля дебютировал в его составе в матче очередного тура против «Браге». До конца года бразилец провёл 12 встреч в первенстве за клуб, который по результатам сезона попал в стыковые игры на вылет, в которых уступил «Сюрианске».
1 февраля 2019 года перешёл в другой шведский клуб — ГАИС, подписав с ним контракт, рассчитанный на два года. Первую игру за «чёрно-зелёных» провёл 3 марта в групповом этапе кубка Швеции с «Нючёпингом», выйдя в стартовом составе и проведя на поле один тайм. В Суперэттан Нетинью провёл 26 игр, в которых забил один мяч. В конце января 2020 года досрочно расторг с клубом контракт и вернулся в Бразилию.
На родине провёл несколько сезонов, выступая за «Пайсанду», АБС и «Гремио Бразил». В начале январе 2022 года вернулся в шведский «Вернаму», по итогам прошедшего сезона вышедшего в Алльсвенскан, подписав с командой двухлетнее соглашение. 3 апреля 2022 года в матче первого тура с «Гётеборгом» дебютировал за клуб в чемпионате Швеции. Нетинью вышел в стартовом составе и в середине второго тайма уступил место Фрэнсису де Врису.

## Клубная статистика
| Выступление      | Выступление      | Выступление      | Лига | Лига | Кубки | Кубки | Конт. кубки | Конт. кубки | Разное | Разное | Итого | Итого |
| Клуб             | Лига             | Сезон            | Игры | Голы | Игры  | Голы  | Игры        | Голы        | Игры   | Голы   | Игры  | Голы  |
| ---------------- | ---------------- | ---------------- | ---- | ---- | ----- | ----- | ----------- | ----------- | ------ | ------ | ----- | ----- |
| Вернаму          | Суперэттан       | 2018             | 12   | 0    | 1     | 0     | 0           | 0           | 2      | 0      | 15    | 0     |
| Вернаму          | Итого            | Итого            | 12   | 0    | 1     | 0     | 0           | 0           | 2      | 0      | 15    | 0     |
| ГАИС             | Суперэттан       | 2019             | 26   | 1    | 2     | 0     | 0           | 0           | 0      | 0      | 28    | 1     |
| ГАИС             | Итого            | Итого            | 26   | 1    | 2     | 0     | 0           | 0           | 0      | 0      | 28    | 1     |
| Вернаму          | Алльсвенскан     | 2022             | 2    | 0    | 3     | 0     | 0           | 0           | 0      | 0      | 5     | 0     |
| Вернаму          | Итого            | Итого            | 2    | 0    | 3     | 0     | 0           | 0           | 0      | 0      | 5     | 0     |
| Всего за карьеру | Всего за карьеру | Всего за карьеру | 40   | 1    | 6     | 0     | 0           | 0           | 2      | 0      | 48    | 1     |